# Siger d'Enghien-Havré
Pour les articles homonymes, voir Enghien et Siger d'Enghien.
Siger d'Enghien-Havré ou Sohier, chevalier était un seigneur d'Havré, mort après 1318.

## Biographie
Il était le fils de Engelbert V d'Enghien et de Juiliane ou Ide de Mons.

## Filiation
Siger d'Enghien, épousa Béatrice Raineval, veuve de Jan Sausset seigneur de Boussoit dite Sanse, ils eurent comme enfants :
- Gérard d'Enghien-Havré ;
- Sohier d'Enghien, seigneur de Lens épousa ? dite cousine du comte de Flandres.

## Sources
- Scarlet ;
- Étienne Pattou .